# Magnar Ødegaard
Magnar Ødegaard (Fredrikstad, 11 mei 1993) is een Noors voetballer die doorgaans speelt als centrale verdediger. In augustus 2019 verruilde hij AIK Solna voor Sarpsborg 08.

## Clubcarrière
Ødegaard speelde in de jeugd van Skjeberg SK en Borgen IL voor hij zich aansloot bij Sarpsborg 08 FF. Voor die club maakte hij in 2009 zijn debuut in de Noorse competitie. In juni 2010 was de verdediger in beeld bij het Italiaanse Brescia, maar van de clubleiding mocht hij niet op stage gaan bij de Zuid-Europeanen. Na de promotie van Sarpsborg debuteerde Ødegaard in de Tippeligaen op 3 april 2011, toen er met 1–0 werd gewonnen van Sogndal Fotball.
Hij speelde uiteindelijk tot 2012 voor de club, maar in dat jaar besloot hij zijn contract niet te verlengen omdat hij naar een volledig professionele club wilde gaan. Daarop trok Molde FK hem aan als back-up voor Vegard Forren en Even Hovland en hij kreeg een contract voor drieënhalf jaar aangeboden. Zijn debuut voor de club maakte Ødegaard op 7 oktober 2012, tijdens een met 3–2 gewonnen wedstrijd tegen Sandnes Ulf. In de zomer van 2013 werd de verdediger voor de duur van anderhalf seizoen verhuurd aan Lillestrøm SK, waar hij direct scoorde bij zijn debuut.
In januari 2015 maakte Ødegaard de overstap naar Tromsø IL. Vier jaar later verliet hij deze club, met meer dan honderd competitiewedstrijden achter zijn naam. De Noor tekende in februari 2019 een verbintenis voor een halfjaar bij AIK Solna. Nadat zijn contract afliep, vertrok hij alweer. Sarpsborg 08 nam hem onder contract, zeven jaar na zijn vertrek bij die club. In september 2022 werd zijn verbintenis opengebroken en verlengd tot eind 2025. Er kwam in mei 2025 nog een jaar bovenop zijn contract.